# Light Sleeper
Light Sleeper ist ein US-amerikanisches Filmdrama von Paul Schrader aus dem Jahr 1992 mit Willem Dafoe und Susan Sarandon.
Der Film erzählt von einem in New York arbeitenden Drogenkurier, dessen Begegnung mit einer ehemaligen Freundin eine Kette von tragischen Ereignissen auslöst.

## Handlung
John LeTour ist einer von zwei Kurieren für die Drogenhändlerin Ann, die sich in New York auf die Belieferung eines gut betuchten Kundenstamms speziell im Finanz- und Bankensektor spezialisiert hat. LeTour leidet unter Schlaflosigkeit und einem fehlenden Ziel im Leben. Ann dagegen denkt schon länger darüber nach, aus dem Drogengeschäft auszusteigen und stattdessen mit Kosmetikprodukten zu handeln.
Eines Nachts begegnet LeTour Marianne Jost, mit der er eine lange, aber selbstzerstörerische, weil von Drogenkonsum gezeichnete Beziehung hatte. Obwohl beide inzwischen keine Drogen mehr nehmen, will Marianne die Beziehung nicht wieder aufnehmen. LeTour erfährt, dass Mariannes Mutter auf der Intensivstation liegt. Schließlich verbringen er und Marianne eine Nacht miteinander; ohne es zu wissen, stirbt ihre Mutter während dieser Zeit im Krankenhaus. Als LeTour die Trauerfeier besucht, schlägt Marianne auf ihn ein und fordert ihn auf, aus ihrem Leben zu verschwinden.
Währenddessen gerät LeTour ins Visier der Polizei. Eine junge Frau, die mit Tis, einem Schweizer Kunden von Ann, Kontakt hatte, ist ums Leben gekommen. Bei der nächsten Lieferung trifft er in Tis’ Appartement Marianne, die offensichtlich unter starkem Drogeneinfluss steht. Kurz darauf stürzt sie zu Tode. LeTour gibt der Polizei einen Tipp, wo Marianne sich unmittelbar vor ihrem Tod aufgehalten hat.
Als Tis wieder eine Drogenlieferung bei Ann in Auftrag gibt und darauf besteht, dass LeTour die Ware ausliefert, ahnt dieser, dass Tis ihn beseitigen will. Ann verlangt, mitzukommen, doch Tis’ Leibwächter zwingen sie, die Suite zu verlassen. Es kommt zu einem Schusswechsel, bei dem LeTour Tis und seine Leibwächter tötet, er selbst wird verletzt.
In der letzten Szene besucht Ann LeTour im Gefängnis, der sich befreit fühlt und sein Leben ändern will. Ihr Gespräch deutet an, dass Ann auf LeTour warten wird.

## Hintergrund

### Produktion und Filmstart
Die Produktionskosten betrugen geschätzte 5 Millionen US-Dollar. Da die Finanzierung bei Produktionsstart noch nicht zur Gänze gesichert war, aber Paul Schrader Willem Dafoe und Susan Sarandon bereits verpflichtet hatte, finanzierte er die ersten drei Wochen der Preproduction-Phase aus seinem eigenen Vermögen. Light Sleeper war der erste von mehreren gemeinsamen Filmen von Schrader und Dafoe, den er bei den Dreharbeiten zu Martin Scorseses Die letzte Versuchung Christi kennengelernt hatte.
Schrader wollte ursprünglich Lieder von Bob Dylan aus dessen Album Empire Burlesque in seinem Film verwenden. Da er und Dylan sich nicht einig wurden, entschied Schrader sich stattdessen für Kompositionen von Michael Been.
Light Sleeper wurde im Rahmen der Internationalen Filmfestspiele Berlin 1992 uraufgeführt, am 21. August 1992 startete der Film in den amerikanischen Kinos. Das Einspielergebnis in den US-Kinos belief sich auf rund eine Million US-Dollar. In Deutschland startete der Film am 12. Mai 1994.
Wim Wenders gratulierte Schrader in einem Telegramm für seinen Film und wertete seine Regiearbeit als gleichrangig mit der von Ozu Yasujirō, dem von beiden Regisseuren bewunderten japanischen Filmemacher. In einem Interview im Jahre 2005 bezeichnete Schrader Light Sleeper als seinen persönlichsten Film.

### Thema
Light Sleeper war für Schrader nach Taxi Driver und Ein Mann für gewisse Stunden der dritte seiner so genannten „Ein Mann in einem Raum“-Filme: „Die Hauptfigur ist älter geworden, so wie ich älter geworden bin. Als er in seinen Zwanzigern war, war er wütend. In seinen Dreißigern war er narzisstisch. Jetzt ist er vierzig, und er sorgt sich. Ich finde, die Zeiten haben eine ähnliche Entwicklung durchgemacht. Ich habe unter anderem versucht, eine persönliche und eine gesellschaftliche Entwicklung in ihm zu vereinen. Ich finde, wir leben in sehr sorgenvollen Zeiten, und die Hauptfigur entspricht dem.“

## Kritiken
„Schrader kennt diese Welt der Schlaflosigkeit, Sehnsüchte und Sucht. Und er kennt die Menschen, die in ihrem eigenen Kokon hausen. […] In einem Film nach dem anderen, Jahr um Jahr, hat Schrader diese Geschichte auf die eine oder andere Weise erzählt, aber niemals mit mehr Menschlichkeit als hier.“

„[…] ein kleines aber einnehmendes, Stimmung verbreitendes Werk […] selbst wenn der Film nicht richtig Gestalt annimmt, nimmt Willem Dafoes grimmige, fesselnde Darstellung einen gefangen.“

„[…] stilbewusster Film noir […] Aber die Geschichte schlängelt sich dahin und erinnert so stark an Taxi Driver und Ein Mann für gewisse Stunden, dass Schrader alles andere als neue Variationen altbekannter Themen abzuliefern vermag.“

„Die Folie des Kriminalfilms dient als Transportmittel für die Geschichte einer Erlösung und die Suche nach Gnade. Dabei gerät der angestrebte ‚transzendentale Stil‘ ein wenig zum Selbstzweck, täuscht Spiritualität vor, ohne wirklich spirituell zu sein. Wegen seiner inhaltlichen Tiefe und der Leistung des Hauptdarstellers ist der Film insgesamt dennoch überzeugend.“

## Auszeichnungen
Willem Dafoe gewann 1995 den Sant Jordi Award als bester fremdsprachiger Darsteller. Paul Schrader und Kameramann Edward Lachman waren 1993 für den Independent Spirit Award nominiert.

## DVD-Veröffentlichungen
Light Sleeper ist u. a. in den USA und vielen europäischen Ländern auf DVD erhältlich. Die britische Neuauflage der Firma Optimum enthält jedoch, im Gegensatz zur Erstauflage von Momentum, nicht mehr die Audiokommentare von Schrader und seinen Darstellern Dafoe und Sarandon. Auf den in Deutschland erschienenen DVDs von Kinowelt/Arthaus sind diese vorhanden.